# Alessandro Baronti
Alessandro Baronti (Firenze, 4 giugno 1967) è un ex ciclista su strada italiano.
Professionista dal 1995 al 2001, conta una vittoria di tappa al Giro d'Italia.

## Carriera
I principali successi da professionista furono una tappa alla Settimana Ciclistica Bergamasca nel 1995, una tappa al Giro d'Italia e il Giro del Lazio nel 1997, il Giro della Provincia di Siracusa e il Gran Premio Industria e Commercio di Prato nel 1999 e il Giro d'Oro nel 2000. Partecipò a due edizioni del Giro d'Italia, due del Tour de France e un campionato del mondo.

## Palmarès
- 1987 (dilettanti)

Coppa Mobilio Ponsacco
- 1992 (dilettanti)

Milano-Rapallo
- 1993 (dilettanti)

Giro del Valdarno
Gran Premio Industrie del Marmo
- 1994 (dilettanti)

Giro del Belvedere
- 1995 (Lampre, una vittoria)

8ª tappa Settimana Ciclistica Bergamasca
- 1997 (Asics, due vittorie)

15ª tappa Giro d'Italia (Verrès > Borgomanero)
Giro del Lazio
- 1999 (Cantina Tollo, due vittorie)

Giro della Provincia di Siracusa
Gran Premio Industria e Commercio di Prato
- 2000 (Cantina Tollo, una vittoria)

Giro d'Oro

## Piazzamenti

### Grandi Giri
- Giro d'Italia

1997: 70º
1998: fuori tempo massimo (17ª tappa)
- Tour de France

1996: 112º
1999: 138º

### Classiche monumento
- Milano-Sanremo

1996: 135º
2000: 94º
- Giro di Lombardia

1997: 13º

### Competizioni mondiali
- Mondiali su strada

San Sebastián 1997 - In linea: ritirato